# 西站站
西站站是天津地铁1号线、4号线北段与6号线的地铁车站，是一个换乘站，位于中华人民共和国天津市红桥区邵公庄街道西站前街与西青道交叉口西侧，国铁天津西站南广场地下，为4号线北段南端终点站。1号线车站于2006年6月12日开通，6号线车站于2016年12月31日开通，4号线车站于2025年7月8日开通。本站亦是天津地铁既有线时期曾运营的地铁车站，为其北端终点站。

## 车站结构
西站站位于西站前街与西青道交叉口西侧，4号线、6号线与1号线车站自西向东呈H型设置。其中1号线车站沿西站前街设置，在原既有线车站原位及北侧改造，呈南北走向，为地下一层侧式站台车站，车站长147.8米，宽19.9米，站台设置半高站台门，南侧设有一条单渡线。6号线车站沿西青道路北设置，呈东西走向，为地下两层岛式站台车站，车站长279米，宽22米，车站地下一层为站厅层，为天津西站南广场地下枢纽一部分，并连通1号线西侧站厅，地下二层为站台层，站台设置全高站台门。4号线车站位于天津西站站房南侧，垂直于西青道设置，为地下三层岛式站台车站，车站长177米，标准段宽25.3米，车站地下一层为站厅层，地下二层为设备层，地下三层为站台层，站台设置全高站台门，由于折返条件限制，4号线仅使用西侧站台上下客。
1号线与6号线通过1号线两侧站厅实现节点换乘，节点连通1号线站台中部站厅与6号线站台东侧，该节点同时承担1号线换向及连通两侧站厅的功能，4号线与6号线采用T型节点换乘形式，换乘节点连接4号线站台中部与6号线站台西侧，三线间也可利用地下一层进行站厅换乘。由于需连通1号线与4号线车站，6号线站台整体设计较长，两侧候车区域呈不对称设计，北侧区域较南侧偏东，且均不经过1号线换乘节点，而站台非候车区域则设有玻璃幕墙。

### 既有线车站结构
车站既有线时期为地下一层一岛一侧混合式站台车站，站台长55米，西侧侧式站台为备用站台，日常仅使用东侧岛式站台。车站北侧设有一个位于夹层的站厅层，兼具站台间联络通道功能。

### 車站樓層
| 客服中心、自动售票机、验票机 |  |                           |
| 側式 · 開左邊车门            |  |                           |
|                              |  | █ 1号线往刘园（洪湖里）   |
|                              |  | █ 1号线往双桥河（西北角） |
| 側式 · 開左邊车门            |  |                           |
| 客服中心、自动售票机、验票机 |  |                           |

|                   |  | █ 6号线往南孙庄（北竹林） |
| 島式 · 開左邊车门 |  |                           |
|                   |  | █ 6号线往渌水道（复兴路） |

|                   |  | █ 4号线预留轨道                             |
| 島式 · 開左邊车门 |  |                                             |
|                   |  | █ 4号线往小街（同城商务区西于庄）或落客站台 |

## 车站出口

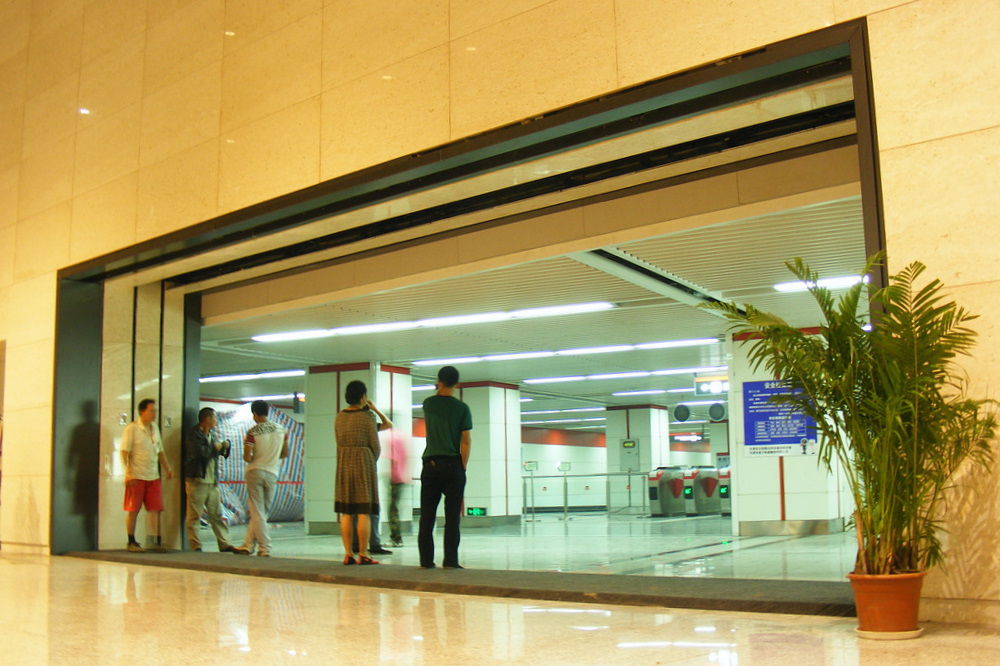
原1号线西侧站厅与国铁南广场地下连通口，现为1号线站厅与6号线站厅接口

西站站目前开放4个出入口，其中B、C出入口连通1号线西侧与6号线站厅，B2出入口为天津西站南广场枢纽地下一层与6号线站厅区域出入口，D出入口连通1号线东侧站厅，各出口及周围设施如下所示：
|                                             |      |            |                                    |
|                                             |      |            |                                    |
|                                             |      |            |                                    |
| 出口编号                                    | 照片 | 地点       | 可到达目的地                       |
| 西站厅（ 1号线双桥河方向、 4号线、 6号线）  |      |            |                                    |
| 出口 · B · 1 · 扶手电梯标志                 |      | 火车站     | 西站南广场，长途汽车站             |
| 出口 · B · 2                                |      | 火车站     | 天津西站南广场地下到达口           |
| 出口 · C · 扶手电梯标志                     |      | 长途汽车站 | 西站南广场，长途汽车站，公共汽车站 |
| 东站厅（ 1号线刘园方向）                    |      |            |                                    |
| 出口 · D · 升降机标志 · 轮椅升降台标志      |      | 火车站     | 西站南广场，长途汽车站，公共汽车站 |
| 註： 設有 \| 設有輪椅升降台 \| 設有扶手電梯 |      |            |                                    |

## 换乘交通

### 铁路
- 国铁京沪铁路、津秦高速铁路、津保铁路及京津城际铁路天津西站

## 历史
本站工程名与正式站名均为西站站，以车站临近的国铁车站命名。
- 1984年12月28日，车站随天津地铁既有线全线通车开通[10]，为北端终点站。
- 2001年10月9日，既有线停运改造，车站关闭[10]。原有车站站台废弃，紧邻原车站北侧新建1号线车站。
- 2006年6月12日，车站随1号线通车重新开通[1]。
- 2009年5月28日，为配合天津西站综合改造工程，车站关闭[11]。
- 2010年
  - 4月6日，6号线车站工程开工[7]。
  - 11月3日，6号线首段隧道工程封顶[12]。
- 2011年6月30日，车站恢复运营，原B口更名为B1出入口，新增B2出入口直接连通西站南广场地下一层集散厅[13]。
- 2015年12月16日，因6号线施工，1号线换向通道关闭[14]。
- 2016年
  - 7月29日，因6号线施工，车站B出入口关闭改造[15]。9月26日，B出入口重新启用[16]。
  - 12月31日，6号线一期北段通车，车站成为换乘车站[2]。
- 2019年7月19日，车站C出入口关闭改造[17]。8月18日，C出入口重新启用[18]。
- 2025年7月8日，4号线北段通车，车站成为三线换乘车站[3]。

## 其他
如其他2006年首期开通的1号线车站，车站2012年7月1日前报站使用英文“West Railway Station”。

## 图集

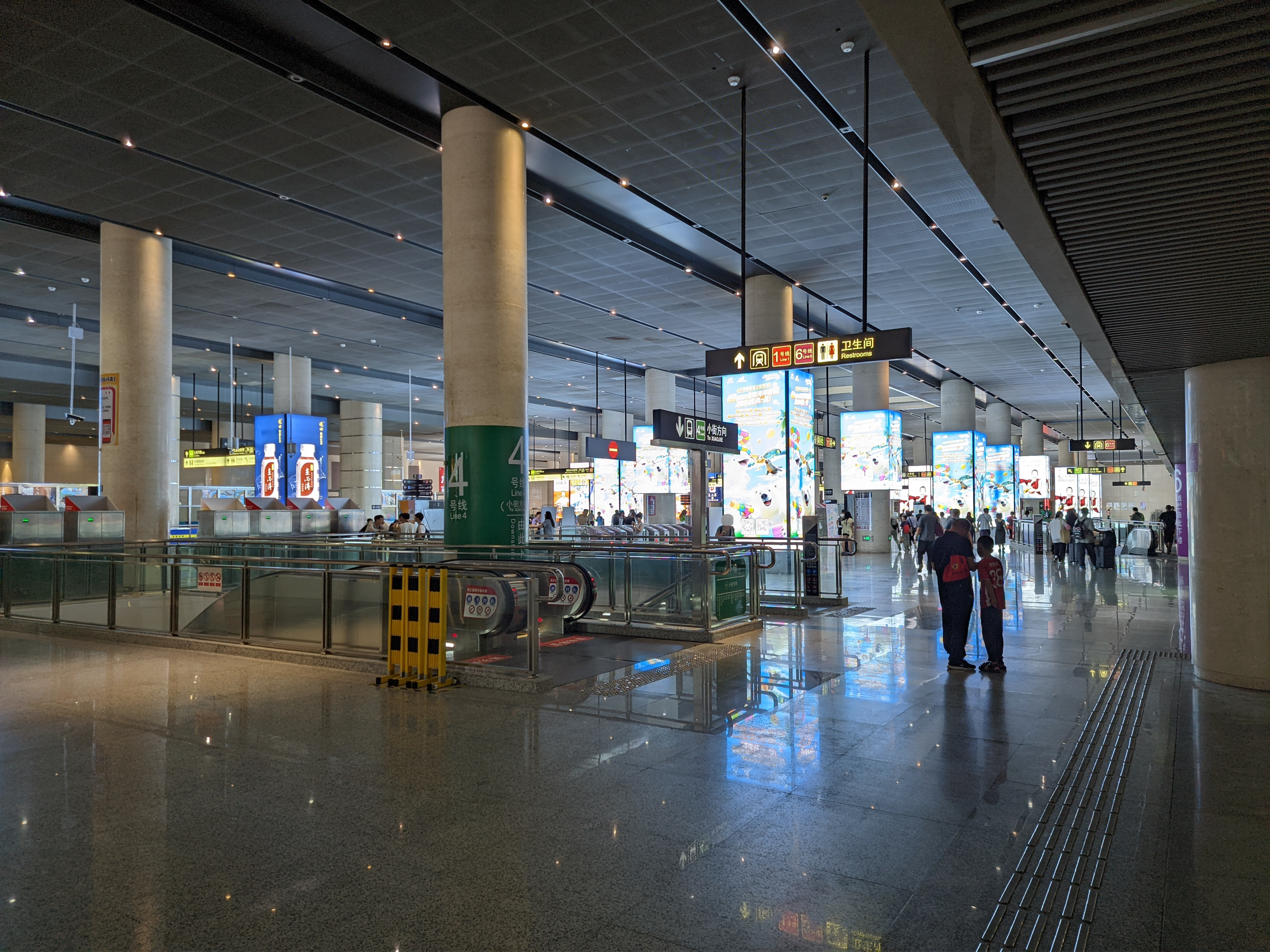
4号线站厅（北侧）
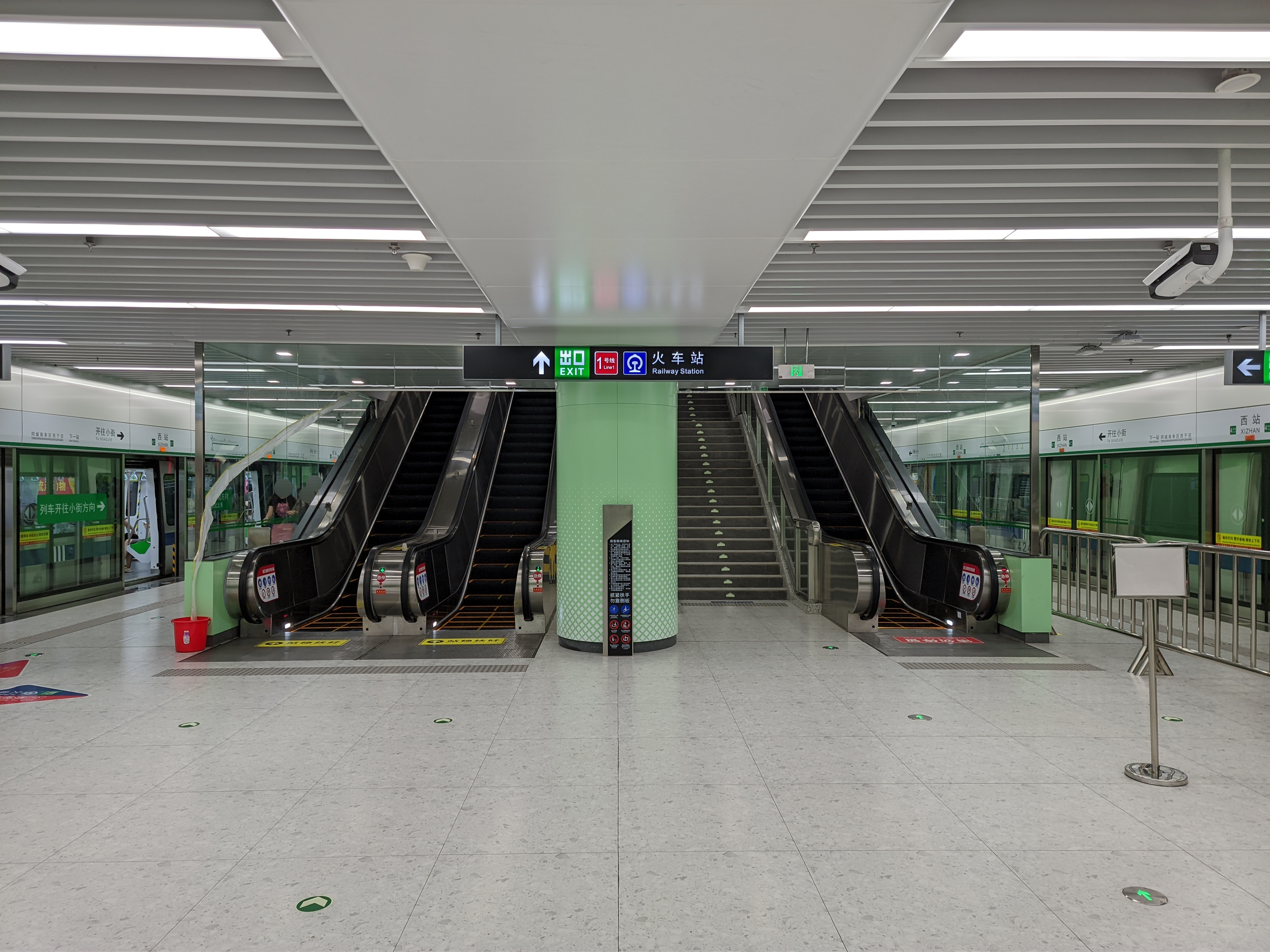
4号线站台（2025年8月）
4号线未启用的小街方向站台
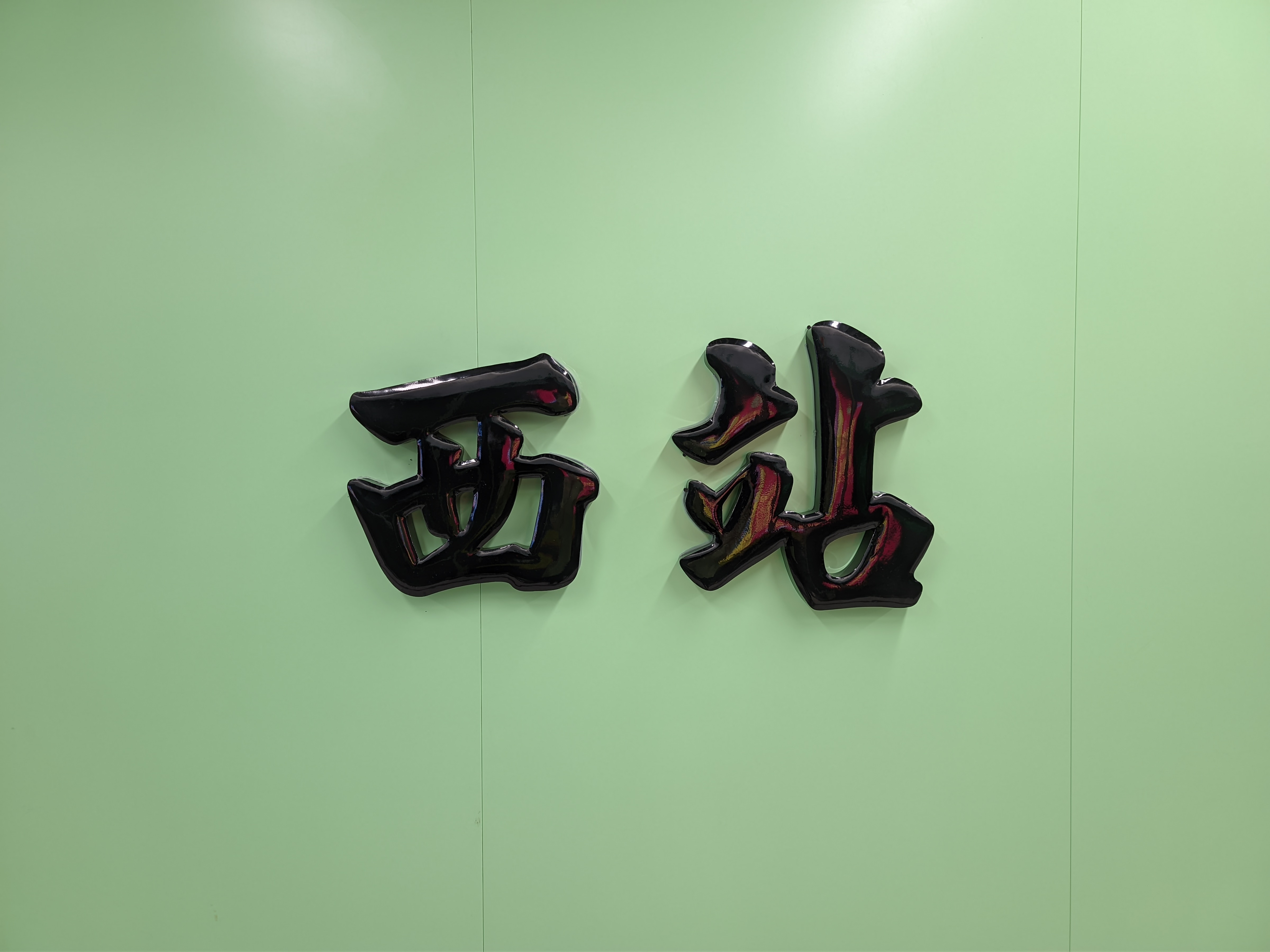
4号线站台大字壁
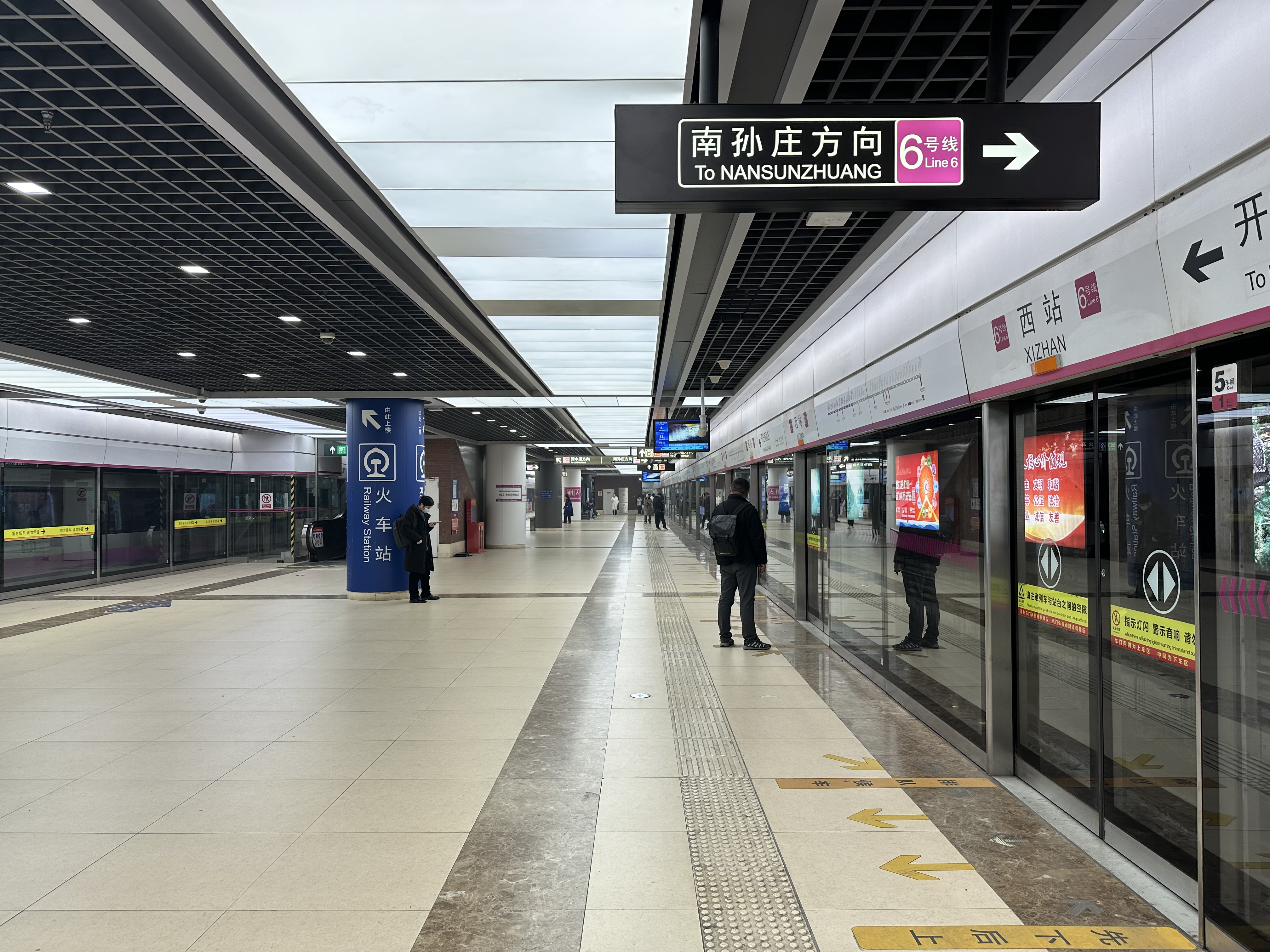
6号线站台（2024年3月）